# コリアNGOセンター
コリアNGOセンターとは、日本の大阪府に存在する特定非営利活動法人。韓国系市民を中心とした、人権擁護や国際交流を行う団体である。大阪市生野区に本部、東京都新宿区新大久保に東京事務所を置く。

## 概要
大阪を拠点として活動していた3つのNGO団体（「民族教育文化センター」、「在日韓国民主人権協議会」、「ワンコリアフェスティバル実行委員会」）が統合して2007年3月27日に設立。政治学者の姜尚中や作家の梁石日など約80人が「専門委員」として参加した。
大阪市生野区と東京都新宿区に事務所を置いている。在日コリアンを中心として「人権」「平和」「共生」「自立した市民」を理念として民族教育、人権保障、多文化共生社会実現を目指した活動を行っている。役員には数多くの弁護士や教育者などが名を連ねている。

## 抗議活動
- 2013年10月20日に読売テレビで放送されたたかじんのそこまで言って委員会で、出演者の竹田恒泰が在日特権を許さない市民の会を擁護するような発言をしたとして、同テレビ局や放送倫理・番組向上機構に抗議した[2]。

- 2025年7月、参政党の神谷宗幣代表（参議院議員）は、参議院選挙における街頭演説で、自党の憲法構想案への批判について、「あほうだ、ばかだ、チョンだとばかにされる」と述べた[3][4][5]。直後に訂正した[5]。これに対し、コリアNGOセンターは、「チョンという言葉はこれまでも在日コリアンを嘲笑する差別的言動であり、理解した上で発言していることは明らかだ」とした抗議文を送付し、団体ウェブサイトでも公開した[6][7]。